# Бобентал
Бобентал (њем. Bobenthal) општина је у њемачкој савезној држави Рајна-Палатинат. Једно је од 84 општинска средишта округа Југозападни Палатинат. Према процјени из 2010. у општини је живјело 335 становника. Посједује регионалну шифру (AGS) 7340001.

## Географски и демографски подаци
Бобентал се налази у савезној држави Рајна-Палатинат у округу Југозападни Палатинат. Општина се налази на надморској висини од 221 метра. Површина општине износи 21,2 km².

## Становништво
У самом мјесту је, према процјени из 2010. године, живјело 335 становника. Просјечна густина становништва износи 16 становника/km².
- Бобентал - Bobenthal